# Waldemar Baraniewski
Waldemar Kordian Baraniewski (ur. 20 marca 1953 w Warszawie) – polski historyk sztuki, doktor habilitowany nauk humanistycznych w zakresie historii, działacz opozycji demokratycznej w okresie PRL.

## Życiorys
Jest absolwentem Wydziału Historycznego Uniwersytetu Warszawskiego. W okresie PRL współpracował z wydawnictwami drugiego obiegu, był między innymi współzałożycielem i redaktorem „Tygodnika Wojennego” (1982–1985). Od września 1980 działał w NSZZ „Solidarność”. Był członkiem Komitetu Założycielskiego NSZZ „Solidarność” na Wydziale Historycznym UW oraz przewodniczącym Koła w Instytucie Historii Sztuki na tymże wydziale.
W 1987 uzyskał stopień doktora nauk humanistycznych na podstawie rozprawy Architektura Warszawy okresu realizmu socjalistycznego zaś w 2001 habilitację na podstawie rozprawy Kazimierz Skórewicz (1866–1950). Architekt, konserwator, historyk architektury.
Był profesorem nadzwyczajnym w Instytucie Historii Sztuki Wydziału Historycznego Uniwersytetu Warszawskiego, następnie został profesorem nadzwyczajnym w Katedrze Historii Sztuki Polskiej na Wydziale Zarządzania Kulturą Wizualną Akademii Sztuk Pięknych w Warszawie.